# Cutis laxa
Cutis laxa  o paquidermatocele es  una enfermedad del tejido conjuntivo que se caracteriza porque la piel adopta un aspecto flácido, arrugado y abundante, con pérdida de elasticidad, suele existir anomalías del esqueleto u otros órganos. La mayor parte de los casos son hereditarios pudiendo ser de herencia autosómica dominante o autosómica recesiva. Existen diferentes variantes por lo que no puede establecerse un tipo único de herencia y los síntomas son también variables dependiendo de la mutación concreta. Es una enfermedad considerada rara, se estima que se presenta un caso por cada 100 000 nacimientos. Debe distinguirse de otros trastornos que pueden causar síntomas parecidos, entre ellas el síndrome de Ehlers-Danlos. No existe ningún tratamiento curativo de la afección, las medidas terapéuticas se basan en tratar los síntomas y evitar las complicaciones, en general no se aconseja la cirugía plástica. La expectativa de vida depende de la variedad específica de la enfermedad, en algunos casos la esperanza de vida es normal, pero en las formas hereditarias agresivas, con numerosas complicaciones en otros órganos y afectación del corazón y los grandes vasos sanguíneos, la evolución puede ser fatal.

## Características
Tradicionalmente se han descrito dos formas de la enfermedad, una de ellas se transmite según un patrón autosómico dominante que se caracteriza por curso benigno y aparición tardía y otra forma de herencia autosómica recesiva más grave y que afecta a numerosos órganos además de la piel, provocando frecuentemente la aparición de hernia inguinal o umbilical, divertículos intestinales, divertículos en la vejiga urinaria, prolapso vaginal, voz resonante por laxitud de cuerdas vocales, complicaciones pulmonares como enfisema y cardiacas o de grandes vasos, destacando el aneurisma aórtico. En la forma autosómica recesiva, la esperanza de vida está muy disminuida, teniendo un desenlace fatal en los primeros años de vida. Existe también una variante poco frecuente con herencia ligada al cromosoma X.